# Фаєтт (Юта)
Фаєтт (англ. Fayette) — місто (англ. town) в США, в окрузі Санпіт штату Юта. Населення — 245 осіб (2020).

## Географія
Фаєтт розташований за координатами 39°13′27″ пн. ш. 111°51′14″ зх. д. / 39.22417° пн. ш. 111.85389° зх. д. (39.224286, -111.853791).  За даними Бюро перепису населення США в 2010 році місто мало площу 1,08 км², уся площа — суходіл. В 2017 році площа становила 1,02 км², уся площа — суходіл.

## Демографія
Згідно з переписом 2010 року, у місті мешкали 242 особи в 74 домогосподарствах у складі 63 родин. Густота населення становила 223 особи/км².  Було 91 помешкання (84/км²).
Расовий склад населення:
| - 87,2 % — білих - 2,1 % — корінних американців - 7,0 % — осіб інших рас |

До двох чи більше рас належало 3,7 %. Частка іспаномовних становила 7,4 % від усіх жителів.
За віковим діапазоном населення розподілялося таким чином: 33,5 % — особи молодші 18 років, 52,9 % — особи у віці 18—64 років, 13,6 % — особи у віці 65 років та старші. Медіана віку мешканця становила 32,5 року. На 100 осіб жіночої статі у місті припадало 92,1 чоловіків;  на 100 жінок у віці від 18 років та старших — 85,1 чоловіків також старших 18 років.
Середній дохід на одне домашнє господарство  становив 75 407 доларів США (медіана — 73 000), а середній дохід на одну сім'ю — 85 765 доларів (медіана — 83 500). Медіана доходів становила 46 827 доларів для чоловіків та 36 875 доларів для жінок. За межею бідності перебувало 0,6 % осіб, у тому числі 0,0 % дітей у віці до 18 років та 6,7 % осіб у віці 65 років та старших.
Цивільне працевлаштоване населення становило 140 осіб. Основні галузі зайнятості: освіта, охорона здоров'я та соціальна допомога — 40,0 %, виробництво — 29,3 %, мистецтво, розваги та відпочинок — 10,7 %, транспорт — 9,3 %.